# Czerwonka-Kolonia (gromada)
Czerwonka-Kolonia (początkowo Czerwonka Kolonia) – dawna gromada, czyli najmniejsza jednostka podziału terytorialnego Polskiej Rzeczypospolitej Ludowej w latach 1954–1972.
Gromady, z gromadzkimi radami narodowymi (GRN) jako organami władzy najniższego stopnia na wsi, funkcjonowały od reformy reorganizującej administrację wiejską przeprowadzonej jesienią 1954 do momentu ich zniesienia z dniem 1 stycznia 1973, tym samym wypierając organizację gminną w latach 1954–1972.
Gromadę Czerwonka Kolonia (pisownia bez łącznika) z siedzibą GRN w Czerwonce Kolonii (od 2002 w granicach wsi Czerwonka-Folwark) utworzono – jako jedną z 8759 gromad – w powiecie węgrowskim w woj. warszawskim, na mocy uchwały nr VI/10/22/54 WRN w Warszawie z dnia 5 października 1954. W skład jednostki weszły obszary dotychczasowych gromad Czerwonka Kolonia, Czerwonka, Filipy, Koszewnica, Orzechów, Skarżyn, Sulki i Wąsosze ze zniesionej gminy Borze w tymże powiecie. Dla gromady ustalono 14 członków gromadzkiej rady narodowej.
31 grudnia 1961 gromadę zniesiono, włączając jej obszar do gromad: Wierzbno (wsie Koszewnica, Skarżyn i Sulki) i Roguszyn (wsie Czerwonka-Kolonia, Filipy, Orzechów i Wąsosze) w tymże powiecie.